# Osip Aptekman
Osip Vasilevitch Aptekman (em russo: Осип Васильевич Аптекман) (18 de março de 1849 - 8 de julho de 1926) foi um revolucionário russo. Fez parte do partido Terra e Liberdade (Земля и воля) e, após a sua fratura, colaborou na fundação da organização Repartição Negra (Чёрный передел).